# گویتسوو
گویتسوو (به لاتین: Gojców) یک روستا در لهستان است که در گمینا اوپاتوو (استان اشوی‌داشکسیه) واقع شده‌است. گویتسوو ۲۶۰ نفر جمعیت دارد.